# James Wemyss (5e comte de Wemyss)
James Wemyss, 5e comte de Wemyss (30 août 1699 - 21 mars 1756) est un noble écossais.

## Biographie
Il est le fils de David Wemyss (4e comte de Wemyss). 
Le 17 septembre 1720, il épouse Janet Charteris, héritière du colonel Francis Charteris (1675-1732) (en), et ils ont quatre enfants: 
- David Wemyss (Lord Elcho) (en) (1721-1787)
- Francis Wemyss-Charteris
- James Wemyss (1726-1786) (en)
- Frances Wemyss (décédée en 1789)

En 1730, il joue un rôle clé pour obtenir la libération de son beau-père de la Prison de Newgate après qu'il a été condamné à la pendaison pour le crime capital de viol. 
Son deuxième fils, Francis, le septième comte, a légalement changé son nom en Charteris, le nom de jeune fille de sa mère, après avoir hérité des propriétés et de la fortune du colonel Charteris construit sur le jeu. 
Il est grand maître de la Grande Loge d’Écosse de 1743 à 1744.